# Nikołaj Tichonow (pisarz)

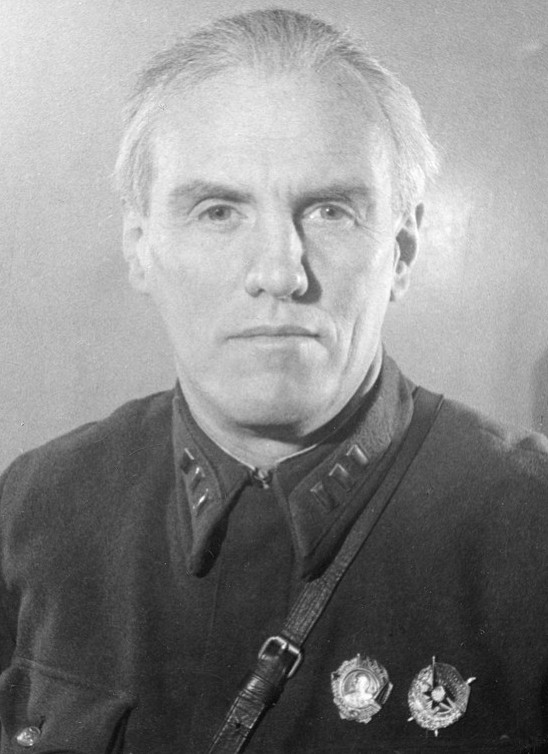
Nikołaj Tichonow w mundurze Armii Czerwonej, 1942

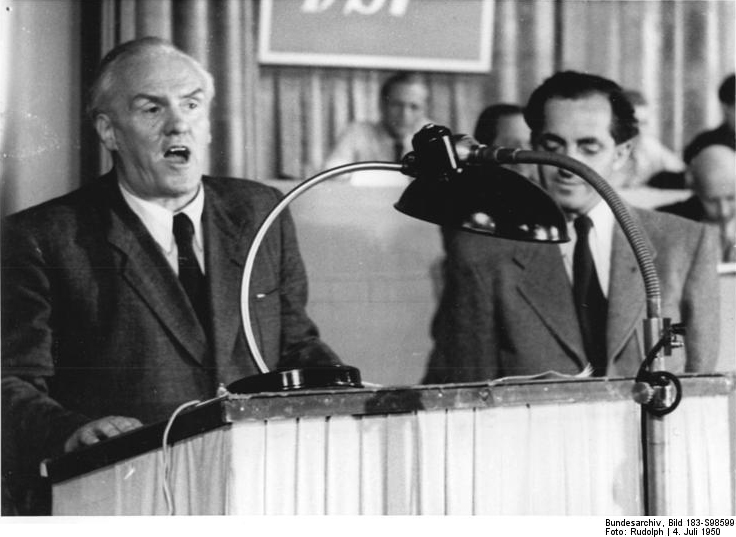
Nikołaj Tichonow podczas kongresu pisarzy w Berlinie, 4 lipca 1950

Nikołaj Siemionowicz Tichonow (ros. Николай Семёнович Тихонов; ur. 22 listopada?/4 grudnia 1896 w Petersburgu, zm. 8 lutego 1979 w Moskwie) – rosyjski pisarz, Bohater Pracy Socjalistycznej (1966). Autor wierszy poświęconych wydarzeniom rewolucyjnym i wojnie domowej, a w późniejszym okresie również tematyce politycznej, społecznej i patriotycznej, utrzymanych w konwencji socrealistycznej.
W latach 1944–1946 przewodniczący Związku Pisarzy ZSRR. Pierwszy przewodniczący Radzieckiego Komitetu Obrony Pokoju w latach 1949–1979.
Pochowany na Cmentarzu Nowodziewiczym w Moskwie.

## Wybrana twórczość

### Zbiory wierszy
- 1922:
  - Orda (ros. Орда)
  - Braga (ros. Брага)
- 1925 – Dwienadcat' bałład (ros. Двенадцать баллад)
- 1927:
  - Krasnyje na Araksie (ros. Красные на Араксе)
  - Poiski gieroja (ros. Поиски героя)
- 1935 – Tien' druga (ros. Тень друга)
- 1942 – Ogniennyj god (ros. Огненный год)
- 1949 – Gruzinskaja wiesna (ros. Грузинская весна)
- 1951:
  - Dwa potoka (ros. Два потока)
  - Na wtorom Wsiemirnom kongriessie mira (ros. На втором Всемирном конгрессе мира)

### Poematy
- 1921 – Sami (ros. Сами)
- 1924 – Licom k licu (ros. Лицом к лицу)
- 1925:
  - Doroga (ros. Дорога)
  - Krasnyje na Araksie (ros. Красные на Араксе)
- 1927 – Wyra (ros. Выра)
- 1941 – Kirow s nami (ros. Киров с нами)
- 1942 – Słowo o 28 gwardiejcach (ros. Слово о 28 гвардейцах)
- 1949 – Nocz w Smolnom (ros. Ночь в Смольном)
- Naszestwije lesa (ros. Нашествие леса)
- Siegodnia rożdienije (ros. Сегодня рождение)
- Szachmaty (ros. Шахматы)

### Proza
- 1931:
  - Koczewniki (ros. Кочевники)
  - Wojna (ros. Война)
- 1932 – Klinki i taczanki (ros. Клинки и тачанки)
- 1933 – Klatwa w tumanie (ros. Клятва в тумане)
- 1942 – Leningradskije rasskazy (ros. Ленинградские рассказы)
- 1956 – Biełoje czudo (ros. Белое чудо)
- 1968 – Szest' kołonn (ros. Шесть колонн)

### Publicystyka
- 1964 – Dwojnaja raduga. Rasskazy-wospominanija (ros. Двойная радуга. Рассказы-воспоминания)
- 1972 – Pisatiel i epocha (ros. Писатель и эпоха)